# Muhàmmad Khan
Muhammad Khan (mort el 16 de juliol de 1338) fou un kan il-kànida proclamat pel jalayírida Hasan Buzurg. La seva genealogia el presenta com a descendent de Hulagu a través del seu fill Banu Chen, que fou el pare de Tajo (Tayo), pare de Muhammad, pare de Bu Tughluq, pare de Muhammad Khan.

## Nomenament
Quan el jalayírida Shaykh Hasan Buzurg va optar a disputar el poder aliat a l'ex-governador de Diyarbakir Hajji Taghay i a altres amirs oposats a la facció dels oirats liderada per Ali Padshah i el seu candidat Musa Khan, va cridar a un príncep hulugeida de nom Muhàmmad Khan amb el que es va trobar a Tabriz on el va fer coronar. El govern d'Anatòlia el va deixar al seu lloctinent Ala al-Din Eretna, que ja havia estat governador. Segons l'oficial mameluc al-Umari (1339 dC), Shaykh Hasan era amir al-Umara i beglerbeg (posicions que abans havien tingut Kutlugh Shah sota Ghazan Khan i Amir Coban sota Oldjeitu) i, com a tal, disposava d'un nombre important de forces.
Es va intentar un compromis entre les dues faccions que no va reeixir i finalment la batalla es va lliurar el 24 de juliol de 1336 a Qara Durra o Qarā Durrah, prop d'Ala Dagh, resultant vencedor Hasan Burzurg i el seu protegit Muhàmmad Khan. Inicialment Ali Padshah va proposar a Hasan que els dos kans pretendents lliuressin la batalla sense el suport dels dos amirs, que es retirarien a una posició més elevada. Hasan s'hauria mostrat d'acord i es va retirar amb els seus dos mil cavallers a un turó proper; la batalla es va lliurar i els oirats van obtenir una victòria completa (entre els seguidors de Muhàmmad Khan hi havia molts georgians i cristians d'Àsia Menor) i els derrotats foren perseguits pels vencedors; Ali Padshah es va dirigir al riu per fer les seves ablucions i les seves tropes es van treure les armadures i el van seguir; Hasan se'n va adonar i amb els seus dos mil cavallers va carregar contra ells i va matar a Ali Padshah; Musa va fugir i Muhàmmad Khan, que havia fugit, quan es va assabentar de les noves noticies, va retornar.
Ḥājī Ṭaghāy ibn Sūtāy va recuperar Diyarbakir i també Mosul i Akhlat; Hasan es va assegurar el control de les tropes oirats i també l'autoritat a Bagdad. Hasan va enviar al seu naib Kara Husun i a l'amir uigur Akurpukh en persecució de Musa Khan i els seus i ell mateix es va dirigir cap a Tabriz on va entrar sense lluita; Hasan va enviar l'amir Pir Husein Coban (fill d'Amir Coban) a Sultaniya a buscar la princesa (vídua d'Abu Said) Delsad Khatun que estava sota custòdia d'Ali Padshah, i quan va arribar a Tabriz, Hasan s'hi va casar (en compensació que Hasan havia hagut d'entregar la seva esposa Bagdad Khatun al kan Abu Said el 1327).

## Hasan Buzurg Jalair s'enfronta a Togha Temur
Hasan va entrar en conflicte amb algun dels emirs, especialment amb l'uigur Igrandj (a alguna font és esmentat com Apurkukh o Aparkukh, l'amir abans esmentat que va perseguir a Musa). Igrandj i els seus partidaris es van aliar amb els amirs del Khurasan Shaykh Ali ibn Ali Kurshdji, Ali Jafar i Arghun Shah, que van proclamar com kan a Togha Temur, un descendent de Kaydu establert al Gurgan el 1337, llegint la khutba en el seu nom. Els khurasànides amb Togha Temur al front, es van dirigir a l'Azerbaidjan, i pel camí se'ls va unir el pretendent Musa Khan, que disposava del suport dels oirats amb els que vivia refugiat. Els dos pretendents van acordar el repartiment de Pèrsia; però a la batalla contra Hasan Buzurg foren derrotats a la riba del Garmarud (a l'oest de Miyana) el 14 de juliol de 1337. Togha Temur es va retirar a Bistam, al Gurgan, on va seguir governant com a kan il-kànida reconegut a Gurgan i Mazanderan i en diversos moments al Khurasan. Musa Khan també va fugir però fou capturat quatre dies després i executat immediatament (18 de juliol de 1337).

## Emergència dels cobànides
Hasan Buzurg va haver d'enfrontar-se a la família rival dels cobànides que dirigida per Hasan Kücük va iniciar un moviment per obtenir el poder. Alguns dels cobànides van abandonar el servei del jalayàrida Hasan Buzurg.
Inicialment els cobànides estaven al servei de Hasan Buzurg i Pir Husein fou enviat a buscar a la princesa Delsad Khatun a Sultaniyya. Un membre de la família, Shaykh Hasan, anomenat Kücük (el Petit o el Jove, en contraposició a Buzurg, el Gran o el Vell), que vivia a l'Àsia Menor, va apel·lar a la memòria del seu pare Timurtaix, que havia estat executat pels mamelucs, i va fer veure que estava viu i havia retornat d'Egipte, fent servir un esclau de nom Karashuri que hi tenia una gran semblança. La seva mare va declarar que el reconeixia i es va renovar el matrimoni i el fill va caminar al costat del cavall del pare i de la mare en processó. Això va fer creure a molta gent que era veritat i molts partidaris es van començar a reunir amb Hasan Kücük que aviat va decidir marxar cap a l'Azerbaidjan on estava Hasan Buzurg i el centre de l'estat il-kànida/jalayírida. Hasan Buzurg, en tenir-ne noticies, va marxar cap a Naxçıvan per fer front a l'amenaça.
Els revoltats van derrotar a Buzurg a Ala Dagh (prop de Nakhichevan) el 16 de juliol de 1338. La regió de Tabriz (i tot l'Azerbaidjan) fou ocupada i Muhammad Khan fou capturat i executat. Hasan Buzurg va retornar a Tabriz.